# IC 3444
IC 3444 је појединачна звијезда у сазвјежђу Береникина коса која се налази на листи објеката дубоког неба у Индекс каталогу.
Деклинација објекта је + 27° 32' 57" а ректасцензија 12h 31m 14,1s.